# Università di Debra Marcos
L'Università di Debra Marcos, nota anche con l'acronimo DMU, è un'università pubblica con sede nella città di Debra Marcos in Etiopia. L'università è stata fondata nel 2015 dal Governo federale etiope. È stata la tredicesima università fondata nel Paese.